# Михалёв, Афанасий Прокопьевич
Афанасий Прокопьевич Михалёв (2 февраля 1925 года, с. Толстихино, Уярского района, Красноярского края, — 13 апреля 1996 года, г. Колпино, Ленинградской области) — бригадир слесарей-сборщиков ПО «Ижорский завод».
Дважды Герой Социалистического Труда (1966, 1978).

## Биография
Родился 2 февраля 1925 года в селе Толстихино Уярского района Красноярского края в крестьянской семье. В 1930 году семья переехала в город Колпино.
Участник 72-го отдельного пулеметно-артиллерийского рабочего «Ижорского батальона» с 16-летнего возраста. Окончил ремесленное училище и был направлен на практику в 5-й цех, когда разразилась война. Вернувшись на завод сержантом, командиром отделения связи, имея на груди медаль «За отвагу» и другие награды, он стал огнерезом, был сварщиком, потом бригадиром слесарей. За выполнение заказов большой химии Афанасий Прокопьевич Михалев стал Героем Социалистического Труда.
Когда на Ижорский завод пришёл «атомный век», бригада Михалёва стала собирать реакторы для атомных электростанций. Бригада собирала реакторы Нововоронежской атомной электростанции, Ленинградской, Кольской. Афанасий Прокопьевич стал дважды Героем Социалистического Труда, одним из самых известных рабочих страны.

## Награды
- Дважды Герой Социалистического Труда (1976, 1978).
- В 2002 году внесён в «Золотую Книгу Колпино» — «За выдающиеся успехи в труде и воспитании молодой смены»[3].